# Ricardo Miledi
Ricardo Miledi (México, D.F., 15 de setembro de 1927 – 18 de dezembro de 2017) foi um neurocientista mexicano, professor da Universidade da Califórnia e laureado por vários prémios internacionais.
Miledi graduou-se em medicina pela Universidade Nacional Autónoma do México e, mesmo antes de graduar-se, em 1955 começou a trabalhar no Instituto Nacional de Cardiologia. O seu trabalho científico, que continuou na Austrália, Reino Unido, Itália e Estados Unidos da América, está relacionado com os mecanismos de transmissão dos impulsos nervosos entre as sinapses e com os músculos, assim como com a forma como as drogas e outras substâncias tóxicas afetam essa transmissão.
Desde 1980 é membro da Real Sociedade de Londres e, em 1986, da Academia de Artes e Ciências dos Estados Unidos. Em 1992 foi-lhe atribuído o doutorado honoris causa pela Universidade do País Basco; desde 1995 é membro honorário da Academia Nacional de Medicina do México. Em 1998, recebe a Medalha Real (da Real Sociedade) e, em 1999, o Prémio Príncipe das Astúrias de Investigação Científica e Técnica.
No ano 2000, a equipa de investigação do Dr. Miledi recebeu um financiamento para estudar o funcionamento dos “neuroléticos atípicos”, que tinham recentemente passado a ser usados no tratamento da esquizofrenia, para testar a sua eficiência no tratamento do tabagismo.
Em 2007, Miledi recebe o Doutoramento Honoris Causa pela Universidade Nacional Autónoma do México.